# Гіттізау
Гіттізау (нім. Hittisau) — містечко та громада округу Брегенц в землі Форарльберг, Австрія.
Гіттізау лежить на висоті 798 над рівнем моря і займає площу 46,65 км². Громада налічує 1852 мешканців. Густота населення 40/км².  
Громада лежить в районі, який носить назву Брегенцький ліс (нім. Bregenzerwald). Населення Форальбергу розмовляє алеманським діалектом німецької мови, а тому ближче до швейцарців, ніж до населення більшої частини Австрії, яке розмовляє баварсько-австрійським діалектом. Основною індустрією Форальбергу є спортивний туризм, і кожен населений пункт має розвинуту інфраструктуру: 
транспорт, готелі тощо. 
|                                   |
| Гіттізау на мапі округу та землі. |

Адреса управління громади: Platz 370, 6952 Hittisau. 

## Демографія
Історична динаміка населення міста за даними сайту Statistik Austria